# Sénat (Fidji)
Le Sénat est l'ancienne chambre haute du Parlement des Fidji. Établi en 1970, il est dissous en 2006, et abrogé en 2013.

## Histoire
Le Sénat, de même que la Chambre des Représentants, fut institué au moment de l'indépendance des Fidji, colonie britannique, par la Constitution de 1970. Celle-ci dispose que le Sénat soit composé de vingt-deux membres, nommés par le Gouverneur général, ce dernier se conformant à l'avis de divers dirigeants et institutions. Ainsi, en pratique, huit sénateurs étaient choisis par le Grand Conseil des Chefs, sept par le Premier ministre, six par le chef de l'Opposition officielle, et le dernier par le Conseil de Rotuma. Le mandat des sénateurs était de six ans.
La Constitution de 1970 réservait à la seule Chambre des Représentants l'initiative des lois. Le Sénat examinait les lois adoptées par la Chambre, mais ne pouvait altérer de projet de loi portant sur les impôts. Un projet de loi était adopté si les deux chambres s'accordaient sur le texte, mais si la Chambre des Représentants adoptait une seconde fois un texte rejeté par le Sénat, le texte était adopté en passant outre aux objections sénatoriales. La Constitution disposait en outre de mesures d'urgence restreignant davantage les prérogatives d'examen par le Sénat, le tout étant une réplique quasi identique des pouvoirs respectifs de la Chambre des communes et de la Chambre des lords au Royaume-Uni.
En 1990, à la suite d'un coup d'État militaire, une nouvelle Constitution fut introduite. Les Fidji étant devenues une république, les sénateurs, dont le nombre était porté à trente-quatre, seraient dorénavant nommés par le Président de la République, dont vingt-cinq en accord avec les recommandations de deux conseils. Vingt-quatre sénateurs seraient nommés par le Grand Conseil des Chefs - la Constitution disposant pour la première fois que ces vingt-quatre personnes devaient toutes être issues de la population autochtone. Le Conseil de Rotuma nommerait un sénateur, nécessairement rotumien. Le Président choisirait lui-même les neuf autres sénateurs, ceux-ci ne pouvant être ni autochtones, ni rotumiens ; ils seraient donc issus de la minorité indo-fidjienne et des minorités plus petites (citoyens d'origine ethnique européenne, chinoise...). Le mandat sénatorial fut réduit à quatre ans, mais le Sénat obtint le pouvoir d'initiative des lois, au même titre que la Chambre des Représentants. Pour le reste, les restrictions sur les pouvoirs du Sénat étaient conservées.
En 1997, une troisième Constitution introduisit les dispositions ci-dessous.
En 2006, à la suite d'un nouveau coup d'État, le Parlement fut suspendu. Il le demeure à ce jour.
Le 22 août 2013, le gouvernement transitoire issu du coup d'État, dirigé par le contre-amiral et premier ministre Voreqe Bainimarama, publie la Constitution qui encadrera les élections de septembre 2014. Parmi les changements notables figure l'abrogation du Sénat, en faveur d'une chambre parlementaire unique, réduite à 50 sièges, élue au suffrage universel direct,.

## Composition et fonctions
La Constitution de 1997, abrogée en 2009, confère au Sénat trente-deux membres, nommés par le Président en accord avec les conseils d'autres dirigeants et institutions - marquant ainsi un retour aux dispositions antérieures à 1990. Quatorze sénateurs sont choisis par le Grand Conseil des Chefs, neuf par le Premier ministre, huit par le chef de l'Opposition officielle, et un par le Conseil de Rotuma. Il n'y a plus de stipulation quant à l'appartenance ethnique des sénateurs. Le mandat des sénateurs expire à l'expiration de celui des membres de la Chambre des Représentants - c'est-à-dire normalement tous les cinq ans, à moins d'une dissolution anticipée. Seule la Chambre des Représentants a l'initiative des lois, et le Sénat demeure soumis aux mêmes restrictions sur ses pouvoirs d'amendement et de véto.

## Membres en 2006
À la suite des élections législatives fidjiennes de 2006, qui déterminèrent la composition de la Chambre des Représentants, les sénateurs suivants furent nommés par le Président Ratu Josefa Iloilo. Le Premier ministre était alors Laisenia Qarase ; et le chef de l'Opposition, Mahendra Chaudhry. Ce Sénat ne siégea que quelques mois, avant d'être destitué par le coup d'État. À la suite de l'abrogation définitive du Sénat en 2013, il s'agit de sa dernière composition.
| Sénateur                      | Nommé(e) sur recommandation du... |
| ----------------------------- | --------------------------------- |
| Dr. Tupeni Baba               | Premier ministre                  |
| Adi Samanunu Talakuli Cakobau | Premier ministre                  |
| Dr. John Fatiaki              | Conseil de Rotuma                 |
| Atunaisa Kaloumaira           | Grand Conseil des Chefs           |
| Antonio Leawere               | Grand Conseil des Chefs           |
| Adi Laufitu Malani            | Grand Conseil des Chefs           |
| Adi Koila Nailatikau          | Grand Conseil des Chefs           |
| Bijai Prasad                  | Chef de l'Opposition              |
| Asesela Sadole                | Grand Conseil des Chefs           |
| Colonel Matereti Sarasau      | Grand Conseil des Chefs           |
| Dixon Seeto                   | Premier ministre                  |
| Chandra Singh                 | Chef de l'Opposition              |
| Adi Lagamu Vuiyasawa          | Premier ministre                  |

à compléter